# ホセ・パーラ
ホセ・ミゲル・パーラ（Jose Miguel Parra , 1972年11月28日 - ）は、ドミニカ共和国出身の元プロ野球選手（投手）。右投右打。
NPBでは1999年にセントラル・リーグ（セ・リーグ）の読売ジャイアンツ（巨人）で、2005年にパシフィック・リーグ（パ・リーグ）のオリックス・バファローズでプレーした。巨人時代はホセ、オリックス時代はパーラ、韓国球界では파라、台湾球界では保樂をそれぞれ登録名としていた。なお、巨人時代はフルネームはホセ・パラと表記されていた。

## 経歴

### 現役時代
1989年12月、ロサンゼルス・ドジャースと契約。
マイナーリーグでのプレーを経て、1995年にメジャーリーグ初登板を果たす。同年7月31日、パーラ、ロン・クーマー、グレッグ・ハンセル、クリス・レイサムとケビン・タパーニ、マーク・ガスリーによる4対2のトレードで、ミネソタ・ツインズに移籍（レイサムは後日指名選手として10月30日に移籍）。移籍後は先発、翌1996年は、ロングリリーフもこなしたが、1997年はメジャーでの登板はなく、シーズンオフに解雇される。パーラは同年11月1日から16日まで、アメリカ合衆国のフロリダ州セントピーターズバーグで開催された韓国プロ野球の外国人選手トライアウトに参加し、速球は最高球速148 km/hを記録、2イニングを投げ、打者7人を相手に被安打1、奪三振3を記録した。同月14日（韓国時間）、パーラはセントピーターズバーグのヒルトンホテルで開催された韓国プロ野球の第1回外国人選手ドラフトで、サムスン・ライオンズから1位指名を受けて入団。契約金は3万ドル、年俸は8万ドルであった。タイロン・ウッズやスコット・クールボーらとともに、韓国プロ野球でプレーした最初の外国人選手の1人である。
1998年はサムスンでプレーし、球速150 km/hの速球を武器に抑えとして7勝8敗19セーブ、防御率3.57の成績を残した。同様に外国人選手ドラフトでサムスンから指名されたスコット・ベイカーも26試合に登板して15勝7敗、防御率4.13の成績を残し、サムスンのペナントレース2位浮上に貢献した。プレーオフにも出場している。
サムスンは翌1999年もパーラの残留を希望していたが、1998年の韓国プロ野球閉幕後、NPBの読売ジャイアンツ（巨人）は韓国野球委員会 (KBO) にパーラの身分照会を求め、同年11月9日、『聯合通信』はサムスンとパーラが85000ドル（当時の為替レートで約1000万円）の移籍料を条件に巨人へのトレードに合意したと報じた。当時、サムスンは数年前から巨人の春秋の宮崎キャンプに数人の選手を派遣し、合同キャンプを張る形で巨人と提携するなどしており、また同シーズンにサムスンで投手コーチを務めた藤城和明が巨人OBという縁が獲得につながったと報じられている。巨人は当初、パーラを複数年契約で長期的に育成していく方針と報じられていた。1999年1月21日、巨人はパーラとの選手契約を締結したと発表した。登録名はホセで、契約金500万円、年俸1500万円の1年契約であり、背番号は42。パーラは韓国球界を経てNPBでプレーした最初の外国人選手である。当初は育成目的で獲得とのことだったが、投手陣の不振や怪我人が出たことにより5月に一軍（セントラル・リーグ）へ昇格。5月18日の対ヤクルトスワローズ戦で来日後初先発し、9回途中まで無失点の好投をする。続く5月25日の対広島東洋カープ8回戦で来日初勝利を挙げたが、最終的には12試合に登板して2勝3敗と期待外れな成績に終わる。同年オフ、巨人はホセの残留を前提に検討していたが、最終的には、巨人は練習態度、クイックスローへの取り組み方などから飛躍の見込みがないと判断、同年10月28日にはホセの解雇を決定、ホセはNPBコミッショナー事務局から自由契約選手として公示された。最終的な一軍通算成績は12試合に登板、先発登板9、投球回47.1、2勝3敗0セーブ、防御率5.32、完投0、被安打43、被本塁打5、自責点28、与四球23、奪三振25だった。二軍（イースタン・リーグ）では13試合に登板、うち11試合に先発登板して4勝3敗、0セーブ、防御率2.75、0完投、投球回59.0、被安打63、被本塁打4、自責点18、与四球16、奪三振48を記録していた。
以降、2000年はピッツバーグ・パイレーツ、2001年は台湾の統一ライオンズとメキシカンリーグのメキシコシティ・レッドデビルズ、2002年はアリゾナ・ダイヤモンドバックスおよび傘下のAAA級ツーソン・サイドワインダーズ、そして韓国のハンファ・イーグルス、2003年はメキシカンリーグのCafeteros de Córdobaと統一ライオンズ、2004年はニューヨーク・メッツおよび同球団傘下のAAA級ノーフォーク・タイズ、AA級ビンガムトン・ランブルポニーズでプレーした。2004年、ノーフォークでは24試合に登板し、2勝1敗16セーブ、防御率1.63の好成績を残してメジャーに昇格すると、メッツでは13試合に登板して14投球回、14奪三振、防御率3.22を記録した。
2004年12月9日、NPBのオリックス・バファローズ（パシフィック・リーグ）と契約し、6年ぶりにNPBへ復帰することになった。登録名はパーラ。年俸は45万ドル（約5000万円）で、オプション付きの1年契約であり、当初はセットアッパーとしての起用を構想されていた。入団会見では、「抑えで起用されるなら25から30セーブ、先発なら20勝を目標にまず15勝は勝ちたい」と強気な発言を見せた。2005年は開幕から先発を任され、合併球団になってからの初勝利投手になるなど、シーズン序盤の先発の軸となる。交流戦では古巣の巨人戦でも投げ、5月までは7試合に登板して4勝となかなかの滑り出しだったが、6月11日の対横浜ベイスターズ戦で右肘を痛め途中降板。右肘内側靭帯及び屈筋腱の損傷で全治6週間と診断され、7月28日には解雇が決定、8月4日に自由契約となり退団した。

### 現役引退後
2008年にデトロイト・タイガース傘下ルーキー級ドミニカン・サマーリーグ・タイガースの投手コーチに就任し、2019年まで12シーズンに渡って務めた。この年の冬にはドミニカ共和国のウィンターリーグであるリーガ・デ・ベイスボル・プロフェシオナル・デ・ラ・レプブリカ・ドミニカーナ（LIDOM）のヒガンテス・デル・シバオの投手コーチを務めた。

## 詳細情報

### 年度別投手成績
| 年 度     | 球 団      | 登 板 | 先 発 | 完 投 | 完 封 | 無 四 球 | 勝 利 | 敗 戦 | セ 丨 ブ | ホ 丨 ル ド | 勝 率 | 打 者 | 投 球 回 | 被 安 打 | 被 本 塁 打 | 与 四 球 | 敬 遠 | 与 死 球 | 奪 三 振 | 暴 投 | ボ 丨 ク | 失 点 | 自 責 点 | 防 御 率 | W H I P |
| --------- | ---------- | ----- | ----- | ----- | ----- | -------- | ----- | ----- | -------- | ----------- | ----- | ----- | -------- | -------- | ----------- | -------- | ----- | -------- | -------- | ----- | -------- | ----- | -------- | -------- | ------- |
| 1995      | LAD        | 8     | 0     | 0     | 0     | 0        | 0     | 0     | 0        | --          | ----  | 47    | 10.1     | 10       | 2           | 6        | 1     | 1        | 7        | 0     | 1        | 8     | 5        | 4.35     | 1.55    |
| 1995      | MIN        | 12    | 12    | 0     | 0     | 0        | 1     | 5     | 0        | --          | .167  | 292   | 61.2     | 83       | 11          | 2        | 0     | 2        | 29       | 3     | 0        | 59    | 52       | 7.59     | 1.70    |
| '95計     | MIN        | 20    | 12    | 0     | 0     | 0        | 1     | 5     | 0        | --          | .167  | 339   | 72.0     | 93       | 13          | 28       | 1     | 3        | 36       | 3     | 1        | 67    | 57       | 7.13     | 1.68    |
| 1996      | MIN        | 27    | 5     | 0     | 0     | 0        | 5     | 5     | 0        | --          | .500  | 320   | 70.0     | 88       | 15          | 27       | 0     | 3        | 50       | 4     | 1        | 48    | 47       | 6.04     | 1.64    |
| 1998      | 三星       | 60    | 4     | 0     | 0     | --       | 7     | 8     | 19       | --          | .467  | 406   | 95.2     | 79       | 7           | 40       | 4     | 6        | 55       | 3     | 0        | 42    | 39       | 3.67     | 1.24    |
| 1999      | 巨人       | 12    | 9     | 0     | 0     | 0        | 2     | 3     | 0        | --          | .400  | 209   | 47.1     | 43       | 5           | 23       | 3     | 3        | 25       | 0     | 0        | 29    | 28       | 5.32     | 1.39    |
| 2000      | PIT        | 6     | 2     | 0     | 0     | 0        | 0     | 1     | 0        | 0           | .000  | 57    | 11.2     | 17       | 3           | 7        | 0     | 1        | 9        | 0     | 0        | 9     | 9        | 6.94     | 2.06    |
| 2001      | 統一       | 10    | 0     | 0     | 0     | 0        | 0     | 2     | 0        | 0           | .000  | 54    | 14.0     | 9        | 0           | 3        | 0     | 1        | 10       | 0     | 0        | 3     | 2        | 1.29     | 0.86    |
| 2002      | ARI        | 16    | 0     | 0     | 0     | 0        | 0     | 1     | 0        | 3           | .000  | 63    | 14.0     | 13       | 0           | 11       | 2     | 1        | 8        | 1     | 0        | 5     | 5        | 3.21     | 1.71    |
| 2002      | ハンファ   | 31    | 0     | 0     | 0     | --       | 3     | 1     | 4        | 0           | .750  | 183   | 39.0     | 48       | 3           | 15       | 3     | 6        | 32       | 2     | 0        | 29    | 26       | 6.00     | 1.62    |
| 2003      | 統一       | 14    | 9     | 1     | 0     | 0        | 5     | 1     | 1        | 0           | .833  | 278   | 71.2     | 44       | 1           | 16       | 1     | 4        | 54       | 2     | 0        | 16    | 12       | 1.51     | 0.84    |
| 2004      | NYM        | 13    | 0     | 0     | 0     | 0        | 1     | 0     | 0        | 1           | 1.000 | 61    | 14.0     | 14       | 2           | 6        | 1     | 0        | 14       | 0     | 0        | 6     | 5        | 3.21     | 1.43    |
| 2005      | オリックス | 8     | 7     | 0     | 0     | 0        | 4     | 2     | 0        | 0           | .667  | 137   | 33.0     | 38       | 2           | 9        | 0     | 1        | 20       | 1     | 0        | 16    | 15       | 4.09     | 1.42    |
| MLB：5年  | MLB：5年   | 82    | 19    | 0     | 0     | 0        | 7     | 12    | 0        | *4          | .368  | 840   | 181.2    | 225      | 33          | 79       | 4     | 8        | 117      | 8     | 2        | 135   | 123      | 6.09     | 1.67    |
| KBO：2年  | KBO：2年   | 91    | 4     | 0     | 0     | --       | 10    | 9     | 23       | *0          | .526  | 589   | 134.2    | 127      | 10          | 55       | 7     | 12       | 87       | 5     | 0        | 71    | 65       | 4.34     | 1.35    |
| NPB：2年  | NPB：2年   | 20    | 16    | 0     | 0     | 0        | 6     | 5     | 0        | 0           | .545  | 346   | 80.1     | 81       | 7           | 32       | 3     | 4        | 45       | 1     | 0        | 45    | 43       | 4.82     | 1.41    |
| CPBL：2年 | CPBL：2年  | 24    | 9     | 1     | 0     | 0        | 5     | 3     | 1        | 0           | .625  | 332   | 85.2     | 53       | 1           | 19       | 1     | 5        | 64       | 2     | 0        | 19    | 14       | 1.47     | 0.84    |

- 「-」は記録なし
- 通算成績の「*数字」は不明年度があることを示す

### 年度別守備成績
| 年 度 | 球 団 | 投手（P） | 投手（P） | 投手（P） | 投手（P） | 投手（P） | 投手（P） |
| 年 度 | 球 団 | 試 合     | 刺 殺     | 補 殺     | 失 策     | 併 殺     | 守 備 率  |
| ----- | ----- | --------- | --------- | --------- | --------- | --------- | --------- |
| 1995  | LAD   | 8         | 0         | 1         | 0         | 0         | 1.000     |
| 1995  | MIN   | 12        | 4         | 8         | 2         | 1         | .857      |
| '95計 | MIN   | 20        | 4         | 9         | 2         | 1         | .867      |
| 1996  | MIN   | 27        | 7         | 7         | 0         | 2         | 1.000     |
| 2000  | PIT   | 6         | 0         | 3         | 0         | 0         | 1.000     |
| 2002  | ARI   | 16        | 1         | 1         | 0         | 0         | 1.000     |
| 2004  | NYM   | 13        | 1         | 0         | 0         | 0         | 1.000     |
| MLB   | MLB   | 82        | 13        | 20        | 2         | 3         | .943      |

### 記録
NPB
- 初登板：1999年5月8日、対ヤクルトスワローズ5回戦（東京ドーム）、8回表1死に5番手で救援登板・完了、1回2/3を1失点
- 初奪三振：同上、8回表にマーク・スミスから空振り三振
- 初先発：1999年5月18日、対ヤクルトスワローズ8回戦（明治神宮野球場）、8回0/3を2失点
- 初先発勝利：1999年5月25日、対広島東洋カープ8回戦（福岡ドーム）、5回2失点

### 背番号
- 56 （1995年途中 - 同年終了）
- 45 （1995年 - 同年途中、1998年）
- 65 （1995年途中 - 同年途中）
- 56 （1996年）
- 42 （1999年）
- 60 （2000年）
- 34 （2001年）
- 52 （2002年 - 同年途中）
- 19 （2002年途中 - 同年終了）
- 27 （2003年）
- 46 （2004年）
- 49 （2005年）

### 登録名
- ホセ （1999年）
- 保樂 （2001年、2003年）
- パーラ （2005年）